# Caleb Cushing
Caleb Cushing (Salisbury, 17 gennaio 1800 – Newburyport, 2 gennaio 1879) è stato un politico e diplomatico statunitense.

## Biografia
Fu il 24º procuratore generale degli Stati Uniti durante la presidenza di Franklin Pierce (14º presidente).
Nato nello stato del Massachusetts, i suoi genitori erano il mercante John Newmarch Cushing e Lydia Dow che morì quando lui aveva 10 anni. Studiò all'università di Harvard in cui entrò quando aveva 13 anni.
Il 23 novembre 1824 sposò la sua unica moglie, Caroline Elizabeth Wilde, figlia del giudice Samuel Sumner Wilde, alla morte della donna avvenuta diversi anni dopo, Caleb non si risposò più e non ebbe figli.